# Campobasso
Campobasso, stad i Italien, huvudort i regionen Molise. Kommunen hade 49 049 invånare (2018) gränsar till kommunerna Busso, Campodipietra, Castropignano, Ferrazzano, Matrice, Mirabello Sannitico, Oratino, Ripalimosani, San Giovanni in Galdo och Vinchiaturo. Staden ligger vid floden Biferno och vid bergen Sannio och Matese.

## Externa länkar

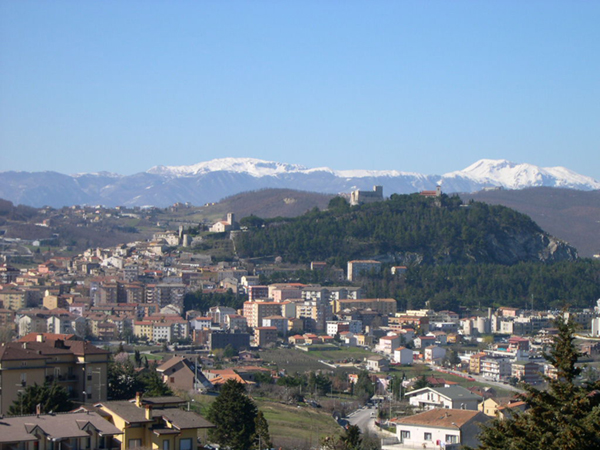
Campobasso